# La comèdia dels horrors
La comèdia dels horrors (títol original en anglès The Comedy of Terrors) és una pel·lícula de comèdia de terror del 1963 produïda per American International Pictures dirigida per Jacques Tourneur i protagonitzada per Vincent Price, Peter Lorre, Basil Rathbone, Boris Karloff, i (en un cameo) Joe E. Brown en la seva última aparició al cinema. És una barreja de comèdia i terror que inclou diversos membres del repartiment d' Històries de terror, fet per AIP l'any anterior. Ha estat doblada al català.

## Trama
A la ciutat de Nova Anglaterra de New Gilead a finals del segle xix, un borratxo sense escrúpols anomenat Waldo Trumbull (Vincent Price) dirigeix la funerària que va adquirir del seu antic soci comercial Amos Hinchley (Boris Karloff) després de casar-se amb la seva filla Amaryllis (Joyce Jameson). Trumbull demana l'ajuda d'un fugitiu anomenat Felix Gillie (Peter Lorre) per dur a terme el seu negoci a bon preu reutilitzant l'únic taüt de l'empresa per abocar sense cerimònies el difunt mentre organitza l'assassinat ocasional de clients rics. Trumbull és emocionalment abusiu amb Amaryllis mentre intentava enverinar l'ara senil Hinchley amb el pretext de donar-li medicaments, finalment malgasta els seus diners en alcohol a mesura que la clientela està disminuint.
Trumbull decideix beneficiar-se del senyor Phipps, un comerciant d'enviaments, després d'haver estat amenaçat de desnonament pel seu propietari John F. Black (Rathbone) si no paga el lloguer. Trumbull obliga a Gillie a portar-lo a la finca de Phipps, sufocant el vell mentre dorm i després fent un retorn fortuït l'endemà al matí per aconseguir la feina d'enterrar-lo. Però Trumbull està lívid al saber el dia del funeral que la jove dona atractiva de Phipps ha marxat de la ciutat amb la fortuna del seu marit sense ni tan sols pagar les despeses del funeral. Trumbull decideix assassinar en Black després de rebre un avís final de lloguer, fent que Gillie entri per la finestra de dalt de la finca de Black. Gillie acaba a l'habitació de Black mentre l'home està llegint el Macbeth de Shakespeare i es veu obligat a sortir corrent quan el veu, provocant que Black pateixi un atac de cor i el metge el declara mort.
Però Trumbull i Gillie, després de portar-lo a la funerària, no saben que Black pateix catalèpsia. Es desperta al celler a causa de la seva al·lèrgia al gat i reconeix a Gillie. Després d'intentar evitar que Black fugi, Trumbull i Gillie el col·loquen al taüt amb el primer noquejant Black quan arriba i lluita per sortir-ne. Després d'un funeral successiu, Black suposadament difunt és col·locat a la seva cripta familiar amb Trumbull celebrant la seva mala fortuna. En aquell moment, tenint sentiments per Amaryllis i cansada de ser menystingut, Gillie la convenç que hauria de deixar Trumbull perquè pugui viure el seu somni de convertir-se en cantant d'òpera. Però Black recupera la consciència en aquell moment i torna a la funerària mentre cita línies aleatòries de Macbeth, agafa una destral i fa que Amaryllis es desmai. Llavors Black persegueix Trumbull i Gillie per la casa i aquesta última queda inconscient després de caure per un tram d'escales abans que en Trumbull aparentment mati Black; Black mor finalment fent un llarg monòleg abans de morir.
Amaryllis baixa i suposa que Trumbull ha assassinat Gillie abans de ser estrangulada per ell quan ella amenaça amb denunciar-lo a les autoritats. Gillie es desperta poc després i ataca amb venjança Trumbull en una còmica baralla d'espases abans de ser noquejat de nou amb un pòquer. El criat del senyor Black arriba per informar de l'avistament de Black a la ciutat abans de veure els cadàvers i fugir cap a la policia. Un Trumbull deprimit s'ensorra semi-conscient en un munt de terra terra al costat de les escales, sense adonar-se que Amaryllis encara està viva mentre desperta a Gillie i els dos procedeixen a fugir. Hinchley, que ha dormit tota l'estona, baixa les escales i li dona a Trumbull el vial de "medicina" perquè el sobri. Trumbull s'adona que s'ha begut el seu propi verí, mor dramàticament mentre un Hinchley inconscient torna al llit mentre lamenta no haver fet un glop de la seva pròpia "medicina". Després de la mort de Trumbull, la gata de la família Cleòpatra s'acosta a Black, fent que recuperi la consciència quan la seva al·lèrgia s'actua.

## Repartiment principal
- Vincent Price - Waldo Trumbull
- Peter Lorre - Felix Gillie
- Boris Karloff - Amos Hinchley
- Basil Rathbone - John F. Black, Esq.
- Joyce Jameson - Amaryllis Trumbull
- Joe E. Brown - el guàrdia del cementiri
- Beverly Powers (acreditada com Beverly Hills) as Mrs. Phipps
- Alan DeWitt - Riggs
- Buddy Mason - Mr. Phipps
- Douglas Williams - el Doctor
- Linda Rogers - Donzella de Phipps
- Luree Holmes - Servent de Black
- Rhubarb - Cleòpatra la gata

## Producció
La pel·lícula va ser una continuació de The Raven, destinada a reunir Vincent Price, Peter Lorre i Boris Karloff. La intenció original dels productors era que Karloff interpretés el paper de l'antic propietari, Mr. Black, però, quan s'havia de començar la producció, es van adonar que hauria estat difícil (si no impossible) per a Karloff realitzar els requisits físics del paper, a causa dels problemes persistents d'esquena i cames que havien empitjorat amb l'edat. Per tant, Karloff va intercanviar papers amb Basil Rathbone i, en canvi, va interpretar el pare gran d'Amaryllis, el senyor Hinchley.
Richard Matheson va dir més tard que estava "orgullós d'aquesta pel·lícula i del fet que vaig aconseguir que AIP [American International Pictures] contractés Tourneur. Abans, havia demanat Tourneur en una de les meves Twilight Zones... va dir: "Bé, és un director de cinema. No crec que pugui gestionar aquest horari"... Segons recordo, va fer el programa de rodatge més curt de tots: vint-i-vuit hores. Tenia aquest llibre amb cada pla i notes detallades. Sabia exactament el que estava fent a cada centímetre del camí. Era tan organitzat."

## Estrena
La pel·lícula no va ser un gran èxit a taquilla. Matheson:
| « | No va perdre diners. Ells [AIP] em van dir que el títol en si els va costar molt. Tanmateix, és una contradicció en termes. El terror ven i la comèdia el fa desaparèixer, així que és com si caminessin en dues direccions alhora. Però em va semblar molt intel·ligent fer un enlairament de la Comèdia d'errors de Shakespeare... Crec que probablement lamentaven no fer servir un títol de Poe, perquè Poe tenia una certa comercialitat. Suposo que no van saber com comercialitzar-lo. Però va ser l'últim perquè m'estava cansat d'escriure sobre persones enterrades vives, així que vaig decidir fer-hi una broma. | » |

## Recepció

### Recepció inicial
La comèdia dels horrors va rebre crítiques mixtes i negatives en el seu llançament inicial. Howard Thompson de The New York Times va escriure una crítica mordaç, anomenant-la "Una bossa rovellada de trucs manipulada com una farsa de terror". Variety va escriure que la pel·lícula "deixa molt que desitjar. Hi havia la matèria primera per a una jovial parodia de refrigeradors, però la moderació còmica i la percepció necessàries per aprofitar aquests recursos naturals no són visibles". Philip K. Scheuer de Los Angeles Times va fer una crítica a la pel·lícula com "una sèrie de gags previsibles repetits a l'infinit, ad nauseum [sic]... Em va fer vergonya de veure actors de renom que ho fan per tot arreu, fent una burla del que queda de les seves pobres imatges." The Monthly Film Bulletin va ser una mica positiu, va qualificar Price i Lorre d'"ambdós esplèndids" i va escriure que el guió de Matheson "evita la laxitud que va frenar els passatges de El corb, i construeix un mecanisme ben treballat basat en un mínim de gags corrents."
TV Guide va premiar la pel·lícula amb 2/5 estrelles, afirmant que "la pel·lícula no és ni divertida ni terrorífica, i mostra el fet que es va rodar en 20 dies amb un programa de rodatge de 12 hores al dia".

### Recepció posterior
Les crítiques posteriors de la pel·lícula han estat més positives. L'autor i crític de cinema Leonard Maltin va donar a la pel·lícula 2,5 de 4 estrelles, elogiant el repartiment de la pel·lícula. Paul Chambers de Movie Chambers.com va donar a la pel·lícula una puntuació B+, escrivint "Una comèdia de terror total ambientada a Nova Anglaterra del segle xix amb alguns dels millors noms del negoci. A més de Price, hi ha Boris Karloff, Peter Lorre, Basil Rathbone i en un petit, però divertit segment, Joe E. Brown." Time Out London va considerar que la pel·lícula estava perillosament a prop de fracassar i va criticar el guió. Tanmateix, va elogiar el repartiment de la pel·lícula.
A Rotten Tomatoes, la pel·lícula té una puntuació d'aprovació del 89% basada en 9 crítiques, amb una puntuació mitjana de 7,28/10.

## Seqüela proposta
Richard Matheson volia escriure una pel·lícula seqüela per a AIP anomenada Sweethearts and Horrors, que haavia de protagonitzar Price com a ventríloc, Karloff com a presentador de televisió infantil, Rathbone com a estrella de comèdia musical, Lorre com a mag i Tallulah Bankhead. No obstant això, La comèdia dels horrors no va ser un gran èxit, així que els plans per fer el seguiment es van arxivar.

## Novelització
El 1964 Elsie Lee, va escriure una novel·lació de La comèdia dels terrors adaptada del guió de Richard Matheson. Va ser publicat per Lancer Books en rústica (fent certs canvis en el final de la història).